# 고등교육
고등교육(高等敎育, 영어: higher education)은 교육 단계 중 최상위 단계의 교육으로서 학위, 또는 그에 준하는 자격을 수여하는 대학, 대학원 등의 교육 기관에서 제공하는 교육이다. 고등교육은 중등교육의 바로 상위에 위치해 있다.
고등교육은 학위를 수여하는 고등교육이다. 고등교육은 중등 이후, 3단계 또는 고등 교육의 구성 요소로 중등 교육 완료 후 발생하는 정규 학습의 선택적인 최종 단계이다. 이는 국제 표준 교육 분류 구조의 2011년 버전의 레벨 5, 6, 7, 8을 나타낸다. 비학위 수준의 고등교육은 고등교육과 구별되는 것으로 추가교육(further education) 또는 계속교육(보습교육, continuing education)이라고 한다.

## 고등교육을 받을 권리
고등 교육에 대한 접근권은 여러 국제 인권 문서에 언급되어 있다. 1966년 경제적, 사회적 및 문화적 권리에 관한 UN 국제 규약은 13조에서 "고등교육은 능력에 따라 모든 적절한 수단, 특히 다음의 점진적 도입을 통해 모든 사람이 동등하게 무료 교육에 접근할 수 있어야 한다"고 선언한다. 유럽에서는 1950년 채택된 유럽인권협약 제1의정서 제2조에 따라 모든 서명국이 교육받을 권리를 보장할 의무가 있다.

## 같이 보기
- 중등교육
- 성인교육
- 평생교육
- 분류:나라별 고등 교육
- 3차 교육